# Hauptzollamt Lörrach
Das Hauptzollamt Lörrach (HZA Lörrach) ist eines von 42 Hauptzollämtern in Deutschland und direkt der Generalzolldirektion in Bonn unterstellt. Seinen Dienstsitz hat das Hauptzollamt mit dem Dienststellenschlüssel 4050 in einem 1956 bis 1958 erbauten Dienstgebäude in der Lörracher Nordstadt (Lage). Das Hauptzollamt entstand durch die Zusammenlegung mehrerer kleinerer Zollaufsichtsstellen in den 1950er Jahren und ist seither in einem knapp 5000 Quadratkilometer großen Bereich des Südwestens von Baden-Württemberg tätig.
Die Aufgaben und Zuständigkeiten des Hauptzollamts Lörrach sind in § 26 der Hauptzollamtszuständigkeitsverordnung (HZAZustV) geregelt. Dazu gehören neben den üblichen hoheitlichen Aufgaben einer Zollbehörde für das HZA Lörrach insbesondere Aufgaben zur Kontrolle der Verkehrswege des Hauptzollamts Singen, Zollprüfungen von Zollanmeldern mit Sitz in der Schweiz oder Liechtenstein, die bei de Zollstellen der HZA Lörrach, Singen oder Ulm Zollanmeldungen im eigenen Namen abgeben sowie zusätzlich Vollstreckungsaufgaben für die Hauptzollämter Karlsruhe und Singen.

## Organisation

### Allgemeines

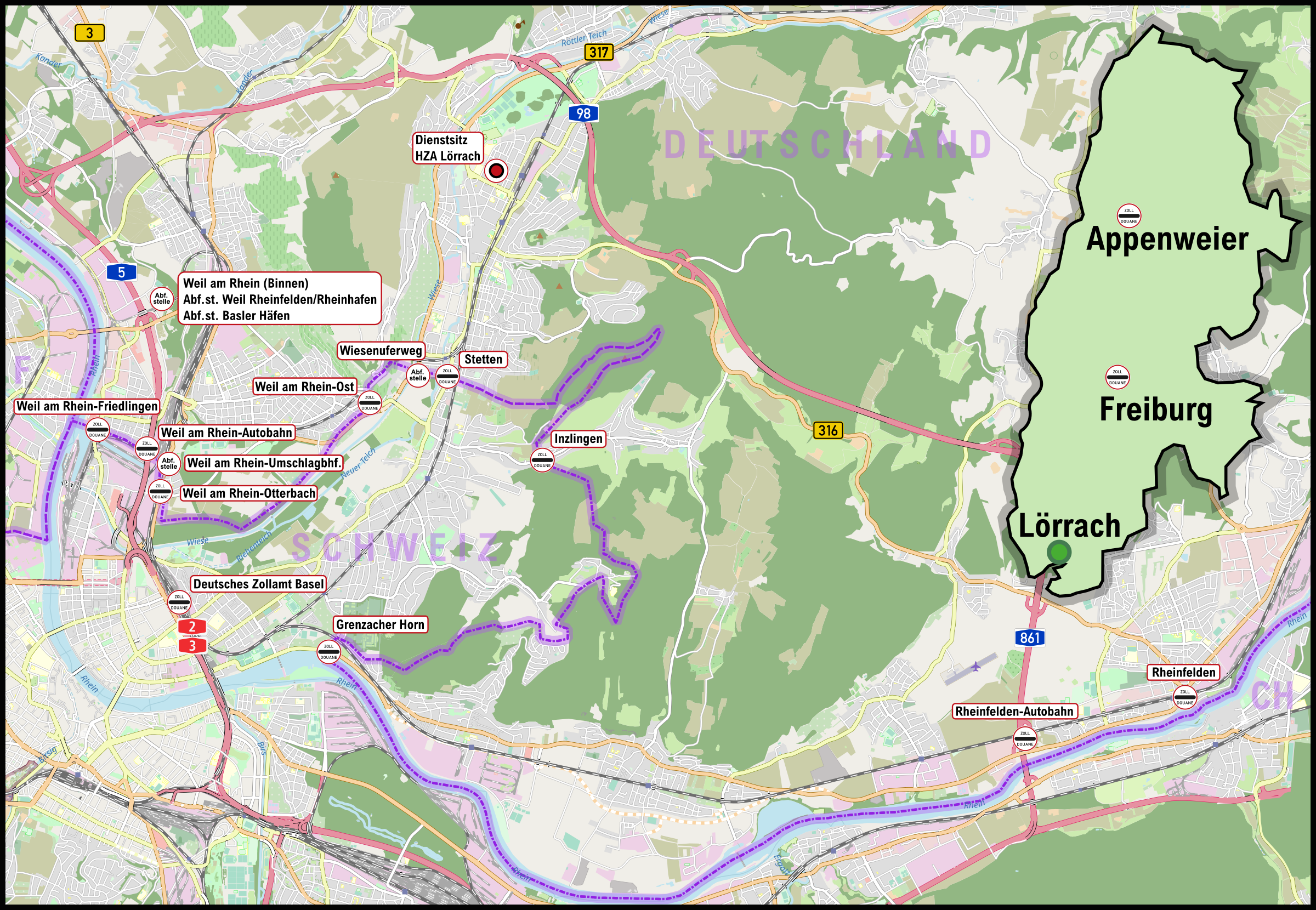
Dienst- und Abfertigungsstellen des HZA Lörrach

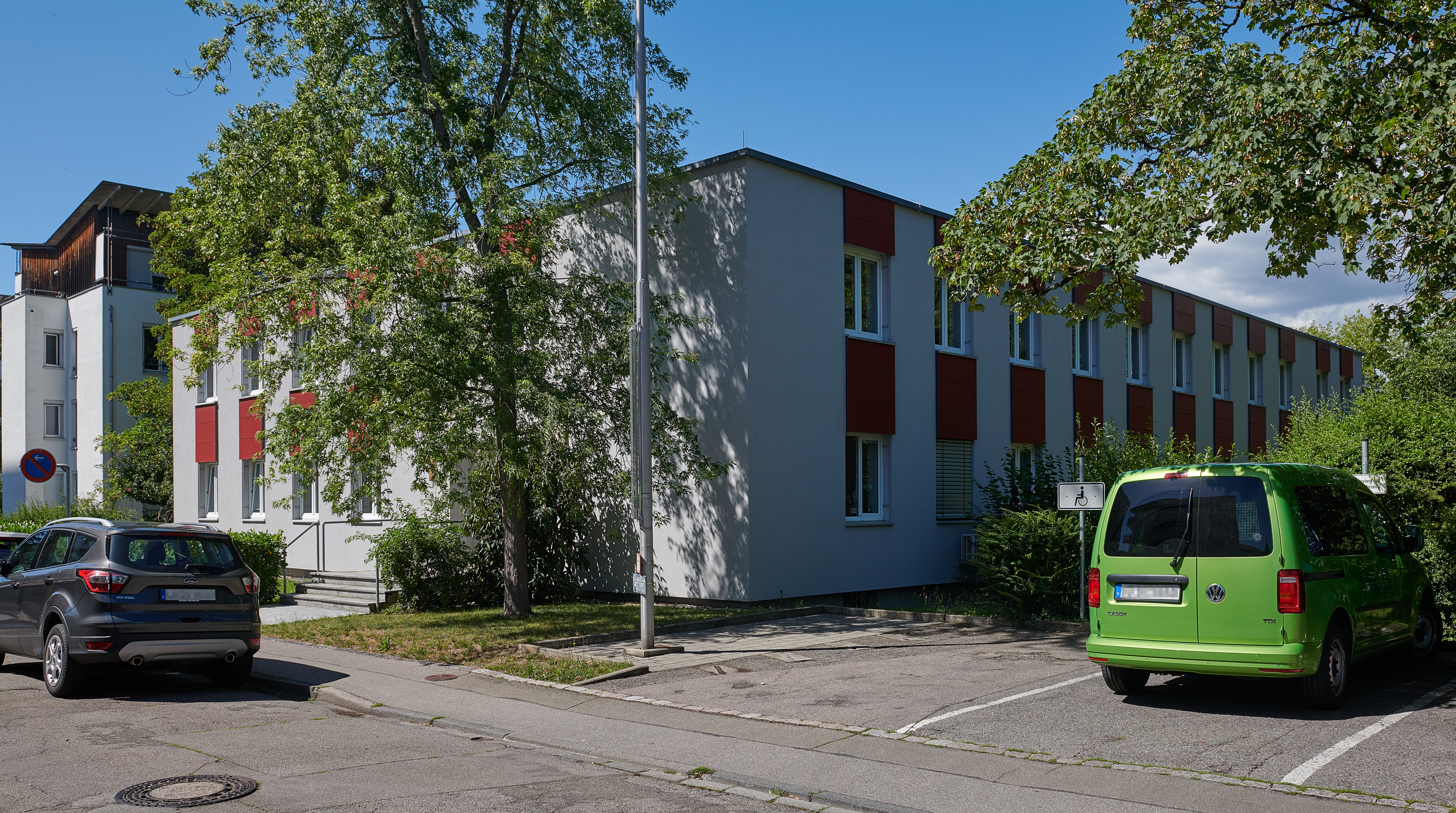
Gebäude des Hauptzollamts Lörrach

Der geographische Zuständigkeitsbereich des Hauptzollamts Lörrach umfasst ein Gebiet von 4965 Quadratkilometer und erstreckt sich neben dem Landkreis Lörrach auch auf die Landkreise Breisgau-Hochschwarzwald, Emmendingen und Ortenau, den Stadtkreis Freiburg sowie Teile der Landkreise Rottweil und Schwarzwald-Baar. Es überwacht den grenzüberschreitenden Personen- und Warenverkehr an bedeutenden Abschnitten der Landesgrenze zur Schweiz, die auch eine EU-Außengrenze ist, und der Grenze zu Frankreich.
Das Hauptzollamt Lörrach beschäftigte 2019 über 1000 Mitarbeiter und gliedert sich in sechs Sachgebiete: Allgemeine Verwaltung, Zölle und Verbrauchsteuern, Abfertigung und Abrechnung, Prüfungsdienste, Finanzkontrolle Schwarzarbeit, Strafsachen und Bußgeldverfahren sowie Vollstreckung und Verwertung. Darüber hinaus ist es eines von sechs Ausbildungshauptzollamtern in Baden-Württemberg.
Das dem Hauptzollamt Lörrach unterstellte Deutsche Zollamt Basel befindet sich auf Schweizer Staatsgebiet im Badischen Bahnhof, der zum deutschen Bundeseisenbahnvermögen gehört. Es ist zuständig für den internationalen Eisenbahnverkehr.

### Dienststellen und Abfertigungsstellen
Dem Hauptzollamt Lörrach sind insgesamt 13 Dienststellen untergeordnet, dazu gehören neben den Grenzübergängen auch Behörden im Binnenland. Darüber hinaus betreibt das HZA Lörrach vier Abfertigungsstellen. Zwei dieser Stellen sind für die zwei Rheinhäfen zuständig, einer für den Grenz-Umschlagbahnhof und eine Stelle ist für den Übergang der sogenannten Grüne Grenze in Lörrach-Stetten zuständig. 
Eine Besonderheit stellt das Deutsche Zollamt Basel dar: zum einen ist die Bezeichnung durch den Zusatz „Deutsches“ abweichend von den anderen Zollämter. Zum anderen ist es das einzige Zollamt, welches sich komplett auf Schweizer Boden befindet und damit nicht nur außerhalb des Deutschen Staatsgebietes, sondern auch außerhalb des Zollgebietes der Union befindet.
Die untergeordneten Dienststellen sind im einzelnen: 
| Zollamt                   | Standort                        | Lage und Koordianate | Dienststellenschlüssel | Bild |
| ------------------------- | ------------------------------- | -------------------- | ---------------------- | ---- |
| Deutsches Zollamt Basel   | Basel Badischer Bahnhof, Basel  | Grenzübergang (Lage) | 4058                   |      |
| Appenweier                | Appenweier                      | Binnen (Lage)        | 3956                   |      |
| Freiburg                  | Freiburg im Breisgau            | Binnen (Lage)        | 3954                   |      |
| Grenzacherhorn            | Grenzach-Wyhlen                 | Grenzübergang (Lage) | 4051                   |      |
| Inzlingen                 | Inzlingen                       | Grenzübergang (Lage) | 4060                   |      |
| Rheinfelden               | Rheinfelden                     | Grenzübergang (Lage) | 4054                   |      |
| Rheinfelden-Autobahn      | Rheinfelden, Bundesautobahn 861 | Grenzübergang (Lage) | 4062                   |      |
| Stetten                   | Lörrach-Stetten                 | Grenzübergang (Lage) | 4053                   |      |
| Weil am Rhein             | Weil am Rhein                   | Binnen (Lage)        | 4083                   |      |
| Weil am Rhein-Autobahn    | Weil am Rhein, Bundesautobahn 5 | Grenzübergang (Lage) | 4055                   |      |
| Weil am Rhein-Friedlingen | Weil am Rhein-Friedlingen       | Grenzübergang (Lage) | 4056                   |      |
| Weil am Rhein-Ost         | Weil am Rhein-Ost (Alt-Weil)    | Grenzübergang (Lage) | 4061                   |      |
| Weil am Rhein-Otterbach   | Weil am Rhein-Otterbach         | Grenzübergang (Lage) | 4057                   |      |

| Zollamt                                        | Abfertigungsstelle          | Lage und Koordianate      | Dienststellenschlüssel | Bemerkung                                    |
| ---------------------------------------------- | --------------------------- | ------------------------- | ---------------------- | -------------------------------------------- |
| Basler Häfen Deutsche Abfertigungsstelle       | Weil am Rhein-Schusterinsel | Abfertigungsstelle (Lage) | 4085                   | zugehörig zum ZA Weil am Rhein-Schusterinsel |
| Abfertigungsstelle Weil Rheinfelden/Rheinhafen | Weil am Rhein-Schusterinsel | Abfertigungsstelle (Lage) | 4086                   | zugehörig zum ZA Weil am Rhein-Schusterinsel |
| Umschlagbahnhof Weil am Rhein                  | Weil am Rhein               | Abfertigungsstelle (Lage) | 4081                   | zugehörig zum ZA Weil am Rhein-Autobahn      |
| Wiesenuferweg                                  | Lörrach-Stetten             | Abfertigungsstelle (Lage) | 4082                   | zugehörig zum ZA Stetten                     |

## Tätigkeiten und Einnahmen
In den Autobahnzollämtern in Weil am Rhein wurden über 800.000 Lastkraftwagen und bei Rheinfelden 565.000 Lastkraftwagen abgefertigt. Es überprüfte rund 1400 Betriebe auf Schwarzarbeit, leitete über 1600 Strafverfahren und 650 Bußgeldverfahren ein.
Die Gesamteinnahmen im Jahr 2019 durch das Hauptzollamt Lörrach betrug 2,4 Milliarden Euro. 2023 verbuchte das Hauptzollamt Einnahmen von rund vier Milliarden Euro an Zöllen, Einfuhrumsatzsteuern und Verbrauchsteuern. 2024 stiegen die Einnahmen des HZA Lörrachs erneut auf die Gesamtsumme von 4,6 Milliarden Euro. Davon betrugen die reinen Zolleinnahmen 87 Mio. Euro. Die restlichen Einnahmen resultierten aus Verbrauchssteuern (223 Mio. Euro). Der Hauptanteil kamen mit 4,2 Milliarden Euro aus dem Bereich der Einfuhrumsatzsteuer.